# Aomori
Aomori (青森市?, Aomori-shi) è una città del Giappone, capoluogo della prefettura omonima sull'isola di Honshū. Nel 2020 la città contava circa 270.000 abitanti.

## Storia
Aomori era abitata fin dalla preistoria. Durante il periodo Heian l'area era dominata dalla famiglia Ōshū Fujiwara, ma rimase comunque abitata dagli Emishi. Nel corso del periodo Kamakura il controllo apparteneva al clan Nambu, salvo poi passare ai rivali del clan Tsugaru nel periodo Sengoku. Fino all'inizio del periodo Edo Aomori era un villaggio di pescatori di Utō. La città è stata ricostruita nel 1626 da Moriyama Yashichiro, sotto gli ordini del daimyō Tsugaru Nobuhira e rinominata Aomori, ma questa denominazione è diventata di uso comune prima dell'anno 1783.
Con il Rinnovamento Meiji si assistette all'abolizione del sistema han e furono istituite 6 prefetture, tuttavia il riconoscimento ufficiale di città arrivò solo nel 1898: intanto era stato attivato il collegamento ferroviario con Tokyo, avviato nel 1891. Il 3 maggio 1910 un vasto incendio bruciò gran parte della città. Il 28 luglio 1945 un bombardamento strategico americano provocò 1.767 vittime e distrusse l'88% della città. Nel 2002 Aomori incrementò ulteriormente la propria autonomia venendo proclamata città nucleo dal governo centrale.

## Monumenti e luoghi d'interesse

### Architetture religiose
- Seiryū-ji

### Architetture civili
- Acquario di Asamushi
- Aomori Prefecture Tourist Center
- Asamushi Onsen

## Geografia fisica

### Territorio
Aomori è situata al centro dell'omonima prefettura, all'estremità meridionale della baia di Mutsu.

### Clima
Il clima è freddo marittimo, con brevi estati fresche e inverni freddi.
Le precipitazioni nevose sono cospicue, anche a causa dell'incrocio di venti di diverso tipo che portano spesso alla formazione di nubi. Nel febbraio 1945 la città ha registrato una copertura di neve di 209 centimetri, mentre la temperatura più bassa registrata (−24,7 °C) risale a 14 anni prima. La città si trova vicino al punto medio della transizione tra un clima umido continentale e clima umido subtropicale, con medie mensili che vanno da −1,4 °C del mese di gennaio ai 23 °C di agosto.

## Economia
L'agricoltura e la pesca commerciale rappresentano solo il 4% dell'economia cittadina: il settore secondario impiega circa il 16% della popolazione mentre il terziario rappresenta il 78%.

## Infrastrutture e trasporti

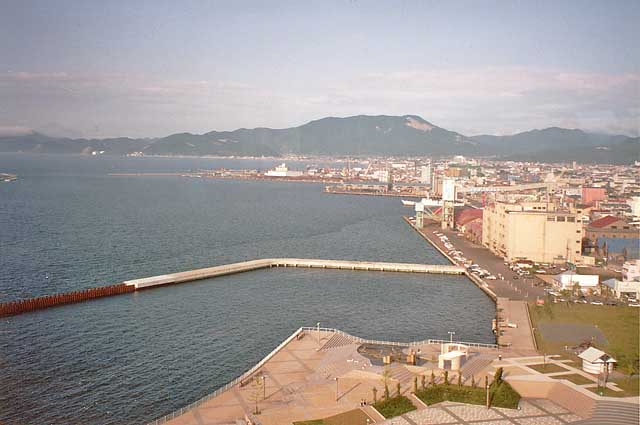
L'area portuale.

La città dispone dell'aeroporto di Aomori. Operativo dal 1964, è distante circa 30 minuti dal centro cittadino con cui è collegato da autobus di linea. A livello stradale sono molte le autostrade nazionali che passano per Aomori.
A livello ferroviario, la linea ad alta velocità Tōhoku Shinkansen collega tuttora la capitale Tokyo con la stessa Aomori presso la stazione di Shin-Aomori transitando nel suo percorso anche per Sendai e Morioka. In futuro da qui inizierà la linea dell'Hokkaidō Shinkansen, al momento in costruzione. La linea principale Ōu unisce Aomori alla città di Fukushima. La linea Aoimori viaggia dalla stazione di Aomori fino al capolinea di Metoki, presso Sannohe. Infine la breve linea Tsugaru termina la sua corsa presso la stazione di Minmaya nel villaggio di Sotogahama, nell'estremità nord-occidentale della penisola.
Dal porto cittadino parte il traghetto Seikan per Hakodate, città situata sull'isola di Hokkaidō (il tragitto dura 4 ore). Tuttavia dal 1984 fu aperto al traffico la galleria Seikan, che con i suoi 53,85 km di lunghezza collega direttamente l'isola di Honshū a quella di Hokkaidō. Da Aomori ad Hakodate sono presenti diversi collegamenti ferroviari che usano i binari del tunnel, fra cui alcuni treni notturni, provenienti anche da Tokyo e Osaka.

## Amministrazione

### Gemellaggi
- Hakodate, Giappone
- Kecskemét, Ungheria
- Pyeongtaek, Corea del Sud
- Dalian, Cina